# San Rafael (Colombia)
San Rafael es un municipio de Colombia, ubicado sobre la cordillera andina central y localizado en la subregión Oriente del departamento de Antioquia. Limita por el norte con los municipios de Alejandría y San Roque, por el este y el sur con el municipio de San Carlos y por el oeste con los municipios de Guatapé y Alejandría.

## Historia
El municipio de San Rafael fue fundado el 5 de agosto de 1864 por mineros que venían de las comarcas paisas de Santa Rosa de Osos y San Carlos atraídos por la abundancia de oro en el lugar. A la naciente población se le conoció primero con el nombre de La Cuchilla.
En 1871, el distrito es erigido municipio con el nombre de San Rafael, por la fe que sus fundadores tenían en el Arcángel San Rafael que fuese su médico y guía.
En 1905 el distrito es trasladado de La Cuchilla al lugar donde nació, el valle que actualmente ocupa. Esta hazaña fue realizada por el presbítero de Rionegro, José de Jesús Correa Jaramillo, hombre visionario quien previó que este lugar era el más adecuado para el desarrollo de la población.
Fue fundado en definitiva en 1864 por algunos mineros, quienes lo llamaron primero El Abra y luego El Sueldo. A fines del siglo XIX el pueblo fue trasladado al lugar denominado "Paso de Totumito", origen del actual San Rafael; fue erigido municipio en 1871.
Ubicado en la zona mayor de los embalses hidroeléctricos del departamento de Antioquia, es un municipio rico en fuentes de agua. que le ha dado el apelativo de "embrujo de aguas cristalinas". Quebradas y charcos en abundancia son su principal referente, y son famosas sus Fiestas del Río, que se celebran cada junio. Varios trapiches se asientan cerca de su casco urbano y es posible conocer en ellos la elaboración de la panela.
En la actualidad, ha comenzado una inversión económica con el fin de aumentar el turismo, que ha consistido entre otros en mejora de algunos hoteles.

## Demografía
Población Total: 15 698 hab. (2018)
- Población Urbana: 7 891
- Población Rural: 7 807

Alfabetismo: 84.2% (2005)
- Zona urbana: 86.6%
- Zona rural: 81.9%

### Etnografía
Según las cifras presentadas por el DANE del censo 2005, la composición etnográfica del municipio es: 
- Mestizos & blancos (90,6%)
- Afrocolombianos (9,4%)

## Geografía
Su cabecera está localizada en una hondonada entre los ríos Guatapé y Bizcocho que le brindan hermosos paisajes.
Cuenta con un territorio quebrado de 327 km², en el que sobresalen los altos Careperro, Piedra, La Pradera y Totumo, y recorrido por los ríos Bizcocho, Arenal, Jaguas, Nare y Guatapé.

## Economía
- Agricultura: café, Caña, Fríjol, Maíz, Frutales
- Minería: oro.
- Turismo en vías de desarrollo

## Fiestas
- Fiesta del Río, en junio.
- Clásica de la Libertad, del 17 al 20 de julio.
- Fiestas de la virgen del carmen del 9 al 18 de julio.
- Primera cabalgata del río el 4 de julio.
- Fiestas del campesino el 25 de julio.
- Fiestas del comercio a principios de agosto.
- Centenario Municipal, el 5 de agosto.
- Fiestas Patronales de San Rafael Arcángel, entre el 16 y el 24 de octubre.
- Fiestas de San Isidro en junio.
- Semana de la juventud
- cabalgata de la mujer en marzo cada año

## Gastronomía
Bizcocho de arriero, horchata (bebida a base de arroz, panela y canela).

## Sitios de interés y destinos ecológicos
- Parque ecológico de San Lorenzo
- Embalse de Jaguas

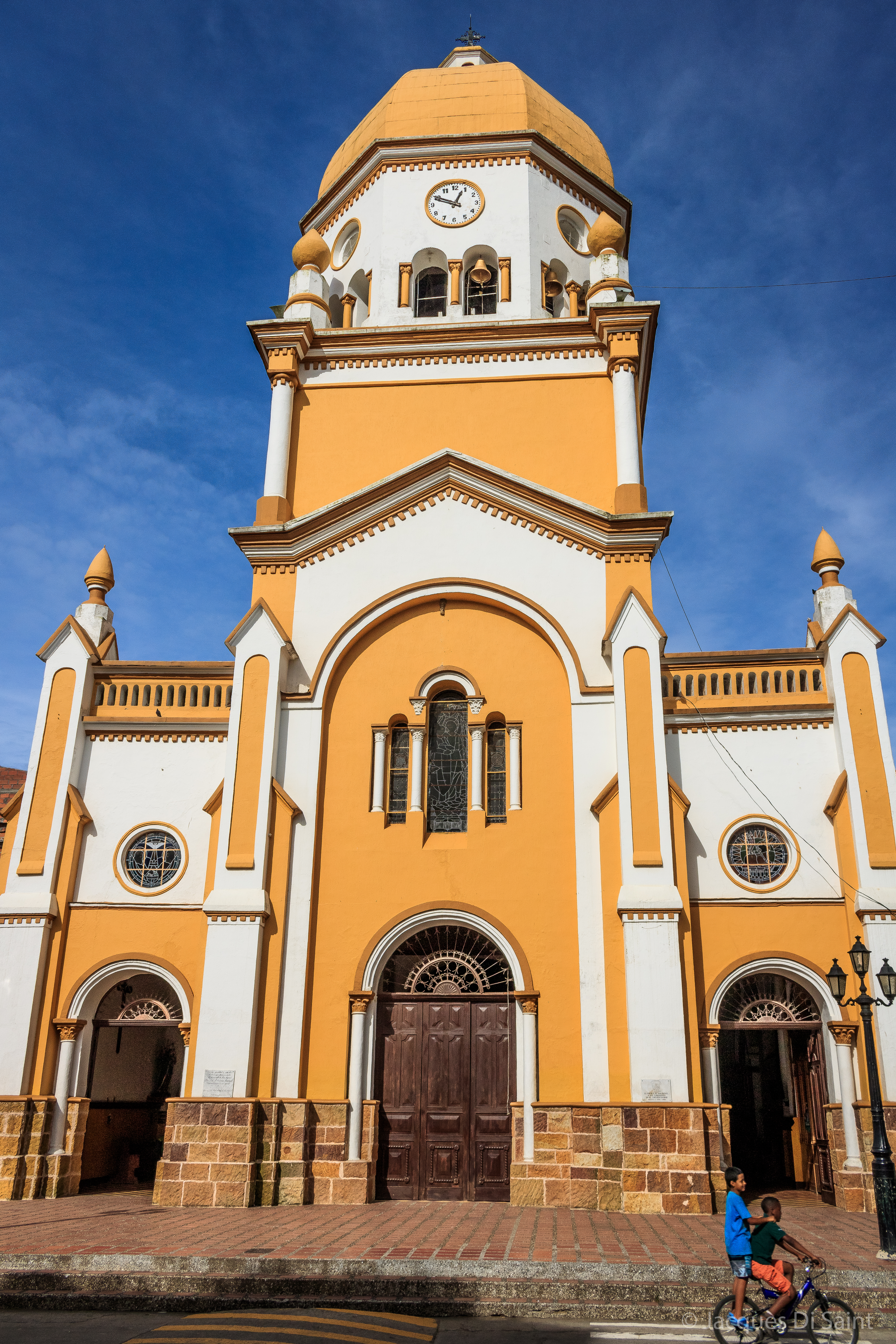
Iglesia de San Rafael Arcángel en el municipio.

- En las orillas de los ríos Bizcocho y Guatapé crecen los árboles "carboneros", amenazados de extinción.
- Pesca deportiva, en lugares como Pescatur, ubicado en la vereda la luz y otros en, manila, el trocadero y en el camping.
- San Rafael cuenta con diversos balnearios en sus ríos: El Bizcocho, El Arenal y Guatapé; los balnearios son lugares que adornan el entorno del municipio, donde frecuentemente pasan el tiempo libre sus habitantes y los turistas.Los balnearios más famosos son: Gallo, La Chocha, El Charco del Amor, El Trocadero, Jamaica, El Burro, el Churimo,la cristalina entre otros.